# Ямм
Ямм (рос. Ямм) — село в Гдовському районі Псковської області Російської Федерації.
Населення становить 577 осіб. Входить до складу муніципального утворення Полновська волость.

## Історія
Від 2005 року входить до складу муніципального утворення Полновська волость.

## Населення
| 2001 | 2002 | 2010 | 2020 |
| ---- | ---- | ---- | ---- |
| 870  | ↗920 | ↘663 | ↘577 |